# 神田孝次
神田 孝次（かんだ こうじ、1951年8月12日 - ）は日本の政治家。元北見市長（旧北見市2期・新北見市1期の通算3期）。北海道釧路市出身。

## 経歴
- 東洋大学工学部建築学科卒業
- 1980年 ミズノ硝子建材株式会社代表取締役に就任
- 1990年 北見青年会議所理事長に就任
- 1995年 北見商工会議所議員
- 1999年 旧北見市長に初当選
- 2003年 旧北見市長に2期目当選
- 2006年 合併後の新北見市長に初当選(通算3期目)

衆議院北海道第12区（宗谷・網走管内）の武部勤衆院議員と関係が深く、事実上自民党の支援を受けている。
自民党会派を与党として市政を運営していたが、市役所移転等が絡む駅周辺地区の基本計画議案が否決されたことに伴い、「市民の信任を問う」として、2008年11月13日付で北見市長を辞職。市長選は民主党・新党大地推薦の小谷毎彦と一騎討ちとなり、衆院選の前哨戦の代理戦争と報道された。12月21日即日開票により落選。北見市長としての在任期間は旧北見市・新北見市の通算で3期約9年半であった。

## 政策
- 市のガス事業を民営化（北海道ガスに譲渡）。民営化の翌年に北見市都市ガス漏れ事故が発生し死者3人を出したため、市の責任について批判を受けた。
- 北見市・留辺蘂町・端野町・常呂町の広域合併には周囲の反対を押し切って、合併を強行。住民の意見を聞くとして1万人にアンケートを送ったが、北見市は意図的に賛成派の住民や北見市の職員などに送付、その賛成票多数を以って住民の理解が得られたとしている。
- 小泉純一郎元首相の郵政解散を意識して市長を辞任し、郵政民営化のみを公約として自民党が大勝した事例を参考にして、2008年12月の北見市長選では「北見日赤病院の機能存続と市庁舎の移転」のみを選挙公約とした（小泉内閣時代に自民党幹事長を務めた武部が選挙対策総本部長として関わっている）。

## 不祥事
- 市長在任中の2007年6月23日に北見市内で大規模断水が発生。神田は、市が設置した断水対策本部の本部長であり、断水の原因や復旧の見通しに関する記者会見を市役所内で受けていた最中にもかかわらず、突然「次の予定がある」「約束があって」として一時離脱し、神田を後援する企業に務める男性社員の結婚祝賀会に出席してスピーチしていた。これが後になって判明し、無責任との批判を浴びた[1][2]。